# 313 до н. е.
Рік 313 до н. е. був роком часів до юліанського римського календаря. У Римський імперії був відомий як 441 рік від закладення міста Рим). Деномінація 313 до н. е. для позначення цього року, почала існувати із часів раннього середньовіччя, коли для нумерації років в Європі стала популярною календарна ера Anno Domini.

## Події

### Римська республіка
- Консулами стали Гай Юній Брут Бубульк (вдруге) та Луцій Папірій Курсор (уп'яте)

### Єгипет
- Птолемей I, придушує повстання у двох місцях, що належали тоді Єгипетському царству: на Кіпрі та у Кирені.

### Інші
- війна Скіфії з Лісімахом
- Агафокл підкорив більшу частину Сицилії
- почалася боротьба Лісімаха із західнопонтійськими містами

## Народились
- Сюнь-цзи, китайський філософ

## Померли
- Еакід Епірський, цар Епіру